# Бернд Брюклер
Бернд Брюклер (нім. Bernd Brückler; 26 вересня 1981, м. Грац, Австрія) — австрійський хокеїст, воротар. Виступає за «Сибір» (Новосибірськ) у Континентальній хокейній лізі. 
Вихованець хокейної школи «Грац». Виступав за «Грац», «Грац 99-ерс», «Університет Вісконсина» (NCAA), «Толедо Сторм» (ECHL), «Шарлотт Чекерс» (ECHL), «Гартфорд Вулф-Пек» (АХЛ), «Еспоо Блюз», «Торпедо» (Нижній Новгород).
У складі національної збірної Австрії учасник чемпіонатів світу 2004, 2005, 2007, 2008 (дивізіон I) і 2009.

## Досягнення
- Срібний призер чемпіонату Фінляднії (2008).